# Daniel Johann Anton von Gebsattel
Daniel Johann Anton von Gebsattel (* 29. September 1718 in Fulda; † 12. Juli 1788) war ein deutscher Geistlicher.
Gebsattel wurde am 23. Dezember 1741 zum Diakon und am 21. Oktober 1742 zum Priester für das Bistum Würzburg geweiht.
Am 6. Mai 1748 wurde er zum Titularbischof von Sigus und Weihbischof in Würzburg ernannt. Der Bischof von Würzburg, Anselm Franz von Ingelheim, spendete ihm am 2. Juni 1748 unter Assistenz von Franz Joseph Anton von Hahn, Weihbischof in Bamberg, und Johann Adam Buckel, Weihbischof in Speyer, die Bischofsweihe.